# 福留朗裕
福留 朗裕（ふくとめ あきひろ、1963年（昭和38年）1月1日 - ）は、日本の銀行家、実業家。三井住友銀行代表取締役頭取。全国銀行協会会長。トヨタファイナンシャルサービス社長などを歴任。

## 人物・経歴
岐阜市出身。岐阜市立伊奈波中学校、岐阜県立岐阜高等学校を経て、1985年一橋大学経済学部卒業。
大学のアイスホッケー部の後輩には、みずほフィナンシャルグループの木原正裕社長がおり、1年間一緒にプレーをした。
池間誠ゼミの1年先輩に誘われ、卒業後、三井銀行（現・三井住友銀行）に入行。
名古屋営業本部トヨタ担当や、国際金融を長く担当。
2015年には、常務執行役員名古屋法人営業本部長となり、名古屋銀行協会副会長を務めた。2018年、トヨタファイナンシャルサービス代表取締役社長・グループCEO及びトヨタ自動車常務役員・販売金融事業本部長に就任。長年銀行と距離を置いてきたトヨタの方針を転換した豊田章男トヨタ自動車社長のもと、トヨタの販売金融事業強化にあたった。
2021年、三井住友銀行に復帰。取締役専務執行役員・三井住友フィナンシャルグループ執行役専務に就任。
2023年4月1日付で、頭取に昇格。旧三井銀行出身者では初めてのトップ就任である。2024年度の全国銀行協会会長。

## ルーツ
父は鹿児島県の沖永良部島出身。第七高等学校を経て国立大学医学部中退後、京都大学法学部を卒業し、岐阜県庁に入庁した。母は岐阜生まれ。